# 아와라온센역
아와라온센역(일본어: 芦原温泉駅, あわらおんせんえき), 1972년 개칭 이전 구 가나즈역(일본어: 金津駅 かなづえき[*])은 일본 후쿠이현 아와라시에 있는 서일본 여객철도와 해피라인 후쿠이의 철도역이다.

## 접속 노선
- 서일본 여객철도
  - 호쿠리쿠 신칸센
- 해피라인 후쿠이
  - 해피라인 후쿠이선

## 역 구조

### 신칸센
신칸센 승강장은 2면 2선 구조이다.
| 11 | 호쿠리쿠 신칸센 | 상행 | 가나자와·도쿄 방면 |
| 12 | 호쿠리쿠 신칸센 | 하행 | 쓰루가 방면        |

### 해피라인 후쿠이
해피라인 후쿠이 승강장은 2면 3선(신칸센 건설 이전에는 2면 4선) 구조의 지상역이다. 역사는 선상 구조로 되어 있다.
| 1・2 | ■ 해피라인 후쿠이선 | 하행 | 가나자와 방면        |                                                 |
| 3    | ■ 해피라인 후쿠이선 | 상행 | 후쿠이 · 쓰루가 방면 | (아와라온센 시발 열차는 1번 승강장을 사용한다.) |

## 역세권 정보
- 아와라시청사

## 역사
- 1897년 9월 20일 - 관설철도 (뒷날의 일본국유철도) 후쿠이역 ~ 고마쓰역 구간의 개통과 동시에 개업. 당시에는 "가나즈역"이었다.
- 1972년 3월 15일 - 역 이름이 "아와라온센역"으로 바뀌었다.
- 1987년 4월 1일 - 민영화에 따라 서일본 여객철도의 소속이 되었다.
- 2024년 3월 16일: 호쿠리쿠 신칸센 개통, 재래선역은 해피라인 후쿠이로 이관됨.

## 인접역
| 서일본 여객철도 호쿠리쿠 신칸센     | 서일본 여객철도 호쿠리쿠 신칸센 | 서일본 여객철도 호쿠리쿠 신칸센 |
| ----------------------------------- | ------------------------------- | ------------------------------- |
| 가가온센 도쿄 방면                  | ■ 호쿠리쿠 신칸센               | 후쿠이 쓰루가 방면              |
| 해피라인 후쿠이 ■ 해피라인 후쿠이선 |                                 |                                 |
| 마루오카 쓰루가 방면                | 보통                            | 호소로기 다이쇼지 방면          |